# ریچارد کراسلی
ریچارد کراسلی (انگلیسی: Richard Crossley؛ زادهٔ ۵ سپتامبر ۱۹۷۰) بازیکن فوتبال اهل بریتانیا است.
از باشگاه‌هایی که در آن بازی کرده‌است می‌توان به باشگاه فوتبال هادرزفیلد تاون و باشگاه فوتبال یورک سیتی اشاره کرد.